# Grassitrema prudhoei
Grassitrema prudhoei är en plattmaskart som beskrevs av Yeh 1954. Grassitrema prudhoei ingår i släktet Grassitrema och familjen Hemiuridae. Inga underarter finns listade i Catalogue of Life.